# RTV-7
RTV-7 (acrónimo de Radio-Televisie Kanaal 7) es un canal de televisión holandés privado que transmite para toda la región de la Caribe Neerlandés, incluyendo Aruba, Curazao y el país de Surinam. La emisora es propiedad de RTV Network Inc, con operaciones en Willemstad, Curazao.
La mayoría de la programación es generalista, el idioma de la programación local mayormente es papiamento, ya que son producidos por la red TeleCuraçao de Curazao, mientras que el resto de la programación extranjera está en inglés, neerlandés y español. El canal también transmite el programa de noticias de Surinam, que está en holandés, y varios programas originales de RTV-7. Inició sus emisiones en abril del 2008 y desde el año 2020 se transmite en la Televisión Digital Terrestre.